# Checkpoint Bravo

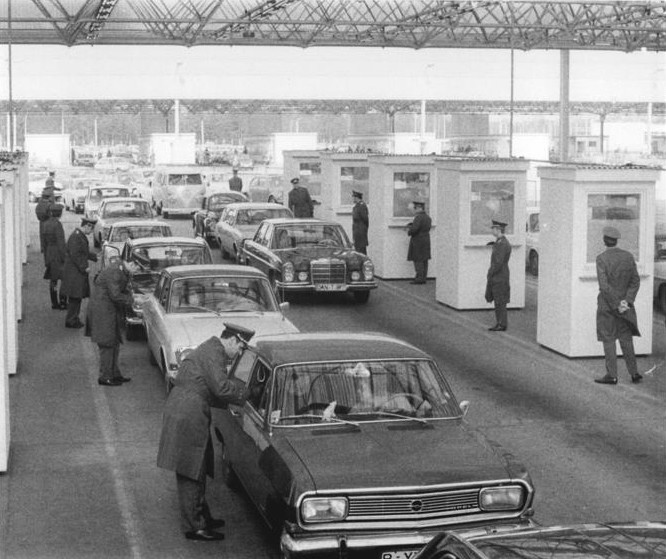
Kontrollpunkt Dreilinden (1972)

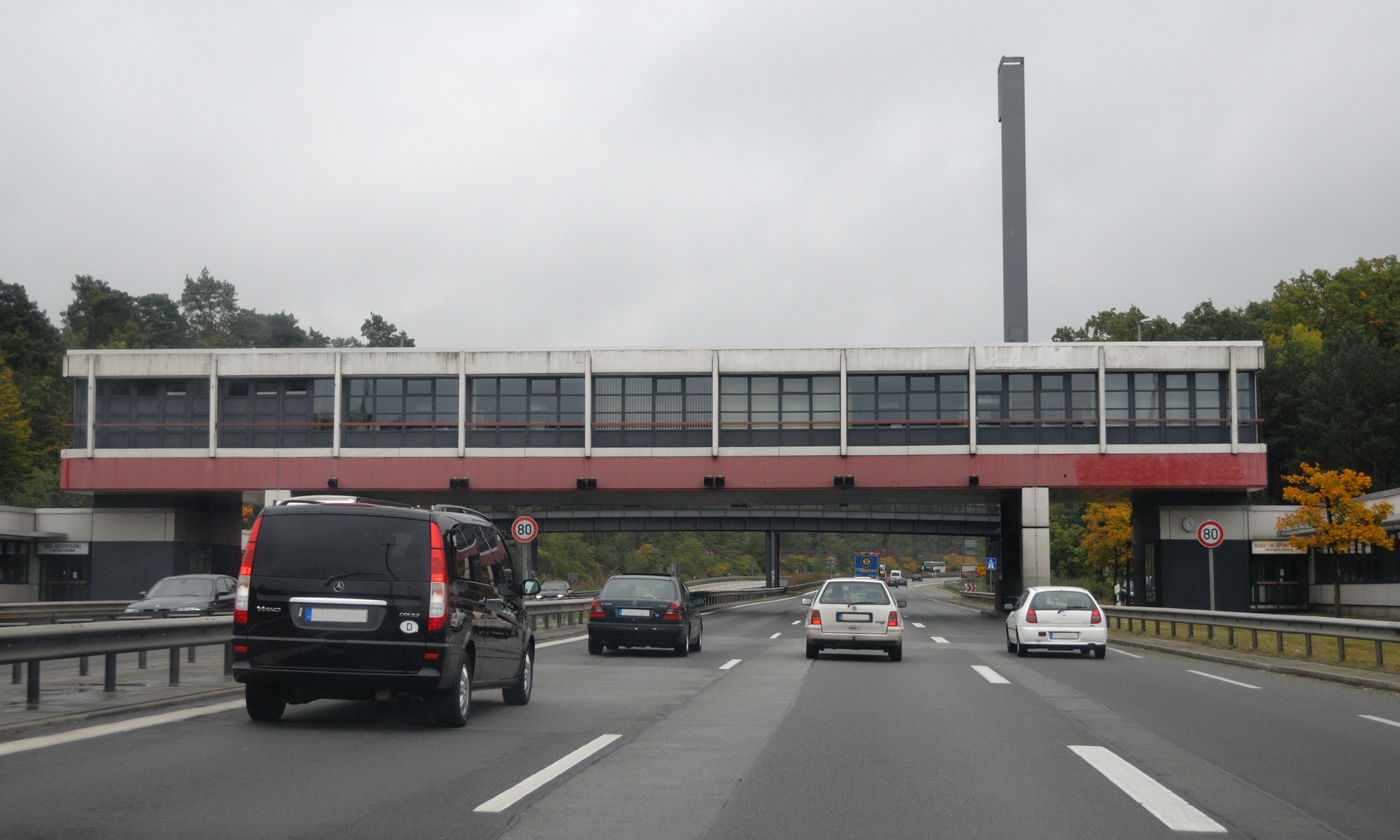
Het bruggebouw van het voormalige Checkpoint Bravo

Checkpoint Bravo was de benaming van de westelijke geallieerden voor het Kontrollpunkt Dreilinden bij de overgang van West- naar Oost-Duitsland bij Berlijn in de transitsnelweg West-Berlijn - West-Duitsland. Omdat de DDR niet werd erkend als land werd deze Duits-Duitse grens zonegrens genoemd, en werd niet gesproken van "grensovergang" maar "controlepunt".

## Chronologie 1945-1990
- 12 september 1945: In het Verdrag van Londen wordt vastgelegd (naast de berechting van oorlogsmisdadigers) dat het Derde Rijk wordt opgedeeld in vier bezettingszones, Berlijn wordt eveneens in vier zones verdeeld. Dreilinden ligt nu aan de sectorgrens tussen het Amerikaans deel van Berlijn en de Russische bezettingszone. In eerste instantie kan grensverkeer ongehinderd plaatsvinden, de grenswachten zijn meer geïnteresseerd in heling en hamsterpraktijken.
- 24 juni 1948: De blokkade van Berlijn begint met de afgrendeling van de Transitwegen door de Sovjet-Unie. Het goederenverkeer via Dreilinden wordt stilgelegd. Personenverkeer blijft de eerste tijd mogelijk. De bevoorrading wordt via de lucht uitgevoerd. De Berlijnse Luchtbrug was begonnen.
- 12 mei 1949: Einde van de blokkade.
- 28 juli 1949: Opening van het Kontrollpassierpunkt (KPP) „NOWAWES“. Dit punt wordt op bevel van de voorzitter van de Duitse Binnenlandse Voogdraad in de Sovjet-bezettingszone, dr. Fischer, opgericht.
- 7 oktober 1949: Oprichting van de Duitse Democratische Republiek (DDR). Uit oogpunt van de Sovjet-Unie ligt Dreilinden niet meer aan een zonegrens, maar aan een staatsgrens.
- 23 oktober 1950: KPP NOWAWES wordt omgedoopt tot KPP Drewitz en verplaatst westelijk van de snelweguitrit Potsdam-Babelsberg opgebouwd. De controle vindt in eerste instantie in de open lucht en in barakken plaats.
- 13 augustus 1961: De DDR begint met de afgrendeling van West-Berlijn. De gebouwen van de grensbewaking worden uitgebreid. Aanvang van de bouw van de Berlijnse Muur.
- 1969: Het nieuwe controlepunt Dreilinden wordt geopend. De Amerikanen openen een nieuw kantoorgebouw boven het controlepunt, dit wordt Checkpoint Bravo genoemd.
- 1970: In dit jaar passeren ca. 2,5 miljoen auto's Dreilinden. Hierbovenop komen 140 vrachtwagens en 25 bussen per dag.
- 9 november 1989: Opening van de Duits-Duitse grens. Duizenden auto's met inwoners van de DDR passeren ongecontroleerd Dreilinden.
- 10 november 1989: Om 0.30 uur wordt de leider van de Grenzübergangsstelle Drewitz per telefoon bevolen de grens te openen voor alle inwoners van de DDR.
- Juli 1990: Het controlepunt Dreilinden wordt gesloten.

Op het grondgebied van de voormalige grensovergang Drewitz wordt Europarc Dreilinden gebouwd, o.a. met het hoofdkantoor van Ebay Duitsland. Het controlepunt Dreilinden wordt omgebouwd tot Raststätte (rustplaats voor bestuurders van motorvoertuigen).